# ألكازوروفو (سيسينيجا)
ألكازوروفو (بالروسية: Алхазурово) هي مدينة في جمهورية الشيشان في روسيا.